# 入谷泰生
入谷 泰生（いりたに やすお、1946年11月26日 - ）は、日本の実業家。香川県坂出市出身。新日本海フェリー代表取締役社長、SHKライングループ代表。

## 経歴・人物
入谷豊州の三男として生まれ、1969年京都大学文学部卒業、同年関光汽船入社。1970年新日本海フェリーに入社し経理職を経て、1976年取締役、1985年専務取締役、1994年代表取締役社長就任。
1989年日本クルーズ客船社長、1997年オーセントホテルズ社長、また阪九フェリー・関釜フェリー・東京九州フェリーの会長を兼務し、日本長距離フェリー協会会長、日本外航客船協会の副会長といった旅客船業界団体の要職も務める。